# Alvarengaia fulvocastanea
Alvarengaia fulvocastanea är en kackerlacksart som beskrevs av Rocha e Silva och Aguiar 1977. Alvarengaia fulvocastanea ingår i släktet Alvarengaia och familjen jättekackerlackor. Inga underarter finns listade i Catalogue of Life.